# Лю Чэнцзюнь
Лю Чэнцзю́нь (кит. упр. 刘成军, пиньинь Liú Chéngjūn , 1949/50(?) г. р., пров. Шаньдун) — китайский военный авиации, полный генерал (генерал-полковник) (19.07.2010).
Член КПК, член ЦК КПК 17-18 созывов.
В 2003—2004 гг. командующий ВВС Нанкинского военного округа. С дек. 2004 года замкомандующего ВВС НОАК. С сентября 2007 года президент Академии военных наук НОАК.
Генерал-лейтенант ВВС (июль 2004), генерал-майор ВВС (1996).